# Krennerita
La krennerita és un mineral de la classe dels sulfurs. Va ser descoberta l'any 1877 a Sacarîmb (Deva, Romania). Va ser anomenada així per Gerhard vom Rath en honor del mineralogista hongarès József Sándor KrennerRep (1839-1920).

## Característiques
La krennerita és un tel·lurur d'or i argent, per tant inclòs en la classe dels minerals sulfurs. Cristal·litza en el sistema ortoròmbic, trobant-se de manera massiva i cristal·lina. És dimorf amb la calaverita, la qual cristal·litza en el sistema monoclínic. A més dels elements de la seva fórmula, sol portar com a impuresa l'element ferro. Tot i tractar-se d'un mineral rar, és extret com a mena per la seva composició en dos metalls nobles d'alt valor, l'or i la plata.
Segons la classificació de Nickel-Strunz, la krennerita pertany a «02.EA: Sulfurs metàl·lics, M:S = 1:2, amb Cu, Ag, Au» juntament amb els següents minerals: silvanita, calaverita, kostovita, berndtita, kitkaita, melonita, merenskyita, moncheita, shuangfengita, sudovikovita, verbeekita, drysdal·lita, jordisita, molibdenita i tungstenita.

## Formació
Es troba en vetes hidrotermals en què hi hagi element tel·luri, al costat d'altres tel·lururs. Sol trobar-se associada a altres minerals com: calaverita, coloradoïta, silvanita, petzita, hessita, tel·luri natiu, or natiu, pirita o quars.